# Santiago Korovsky
Santiago Korovsky (Buenos Aires, 26 febbraio 1985) è un attore, regista e sceneggiatore argentino.

## Biografia
Nato il 26 febbraio 1985 a Buenos Aires in una famiglia ebrea, ha studiato comunicazione sociale all'Università di Buenos Aires e al contempo giocato a pallacanestro nel Club Náutico Hacoaj, abbandonando lo sport all'età di 23 anni.
Ha iniziato la sua carriera di regista nel 2012 con il documentario Salir a escena, che ha ottenuto il plauso della critica. Ha poi diretto diversi cortometraggi, tra cui Pasión oriental, El año pasado en Mardelplá e Myriam y Mauricio, oltre alla serie web Algo de Carlos.
Oltre alla regia, Korovsky si è cimentato come attore, recitando in produzioni quali Casi feliz, Porno y helado, El reino, Tiempo libre e Periodismo Total.
Il suo più grande successo è arrivato nel 2023 con la serie TV comica División Palermo, che ha debuttato su Netflix riscuotendo il plauso sia del pubblico che della critica. La serie è diventata un fenomeno culturale in Argentina, rimanendo per cinque settimane consecutive nella Top 10 dei contenuti più visti nel Paese e ottenendo numerosi riconoscimenti, tra cui l'International Emmy Award per la migliore commedia e sette premi Cóndor de Plata, compresi quelli per la migliore serie comica, la migliore regia, il miglior attore protagonista e la migliore sceneggiatura originale. La serie ha anche ricevuto un Premio Sur per la migliore serie fiction e un Platino Award per il miglior attore di serie.

## Filmografia
- Salir a escena (2012)
- El año pasado en Mardelplá (2013)
- Tiempo libre (2014)
- Pasión oriental (2017)
- El Galán de Venecia (2017)
- Mi obra maestra (2018)
- All Inclusive (2018)
- Barrilete cósmico (2019)
- Casi feliz (2020)
- El reino (2021)
- Porno y helado (2022)
- División Palermo (2023)